# Molekulares Logikgatter
Ein molekulares Logikgatter ist ein Molekül, das logische Operationen durchführt, basierend auf einem oder mehreren physikalischen oder chemischen Inputs und einem einzigen Output. Das Feld wurde erweitert von einem einfachen logischen System, basierend auf einem einzigen chemischen oder physikalischen Input, zu Molekülen, die in der Lage sind, kombinatorische oder sequentielle Operationen durchzuführen, wie arithmetische Operationen und Gedächtnisspeicher-Algorithmen.

## Grundprinzip eines Logikgatters mit AND-Logik
Für Logikgatter mit einem einzelnen Output gibt es vier mögliche Output-Muster. Wenn der Input 0 ist, kann der Output entweder 0 oder 1 sein. Wenn der Input 1 ist, kann der Output wiederum 0 oder 1 sein. Die vier Output-Bit-Muster, die entstehen können, gehören zu einem bestimmten Logiktyp: PASS 0, YES, NOT und PASS 1. PASS 0 ergibt immer den Output 0, egal bei welchem Input. YES gibt eine 1 aus, wenn der Input 1 ist, und NOT ist die Umkehrung von YES – der Output ist 0 bei einem Input von 1. Ein Beispiel für ein YES-Logikgatter ist die unten gezeigte Struktur. Ein 1-Output ist dann gegeben, wenn sich in der Lösung Natriumionen befinden (das bedeutet 1-Input).
Molekulare Logikgatter reagieren auf Input-Signale, die auf chemischen Prozessen beruhen, mit Output-Signalen, die auf Spektroskopie beruhen. Eines der ersten wasserbasierten Systeme zeigt das chemische Verhalten der Verbindungen A und B in Schema 1.
Verbindung A ist ein Push-pull-Olefin mit einem Rezeptor, der vier Carboxygruppen enthält, die in der Lage sind, Calciumionen zu binden. Der untere Teil ist ein Chinolin-Molekül, das ein Rezeptor für Wasserstoffionen ist.
Das Logikgatter funktioniert wie folgt: Ohne einen chemischen Input von Ca 2+ oder H+ zeigt der Chromophor im UV/VIS-Spektrum ein Absorptionsmaximum bei 390 nm. Werden Calciumionen zugefügt, dann ergibt sich eine Blauverschiebung (Hypsochromer Effekt) und die Absorption bei 390 nm verschwindet. Analog bewirkt die Zugabe von Protonen (Wasserstoffionen) eine Rotverschiebung (Bathochromie), und wenn beide Ionen vorhanden sind, zeigt sich wieder die Absorption bei 390 nm. Dieses System ist ein Beispiel für ein XNOR-Logikgatter für Absorption und ein XOR-Logikgatter für Durchlässigkeit.
In Verbindung B enthält der untere Teil eine tertiäre Aminogruppe, die ebenso Protonen binden kann. In diesem System tritt Fluoreszenz in Anwesenheit von beiden Arten von Ionen auf. Die Anwesenheit beider Kationen verhindert den Photoelektronentransfer (PET), der die Fluoreszenz der Verbindung B ermöglicht. In Abwesenheit eines der beiden oder beider Ionen wird die Fluoreszenz durch PET gelöscht, was bedeutet, dass ein Elektronentransfer von Stickstoff- oder Sauerstoffatom oder beiden zur Anthracenylgruppe stattfindet. Sobald beide Rezeptoren an Calciumionen und Protonen gebunden sind, sind beide PET-Kanäle geschlossen. Das Gesamtresultat ist, dass sich für die Verbindung B eine AND-Logik ergibt, da der Output von 1 (Fluoreszenz) erscheint, wenn beide Kationen, Ca 2+ und H+ in der Lösung vorhanden sind (Wert 1). Wenn beide Systeme parallel laufen und man die Durchlässigkeit für das System A und die Fluoreszenz für das System B betrachtet, ist man in der Lage, die Gleichung 1 + 1 = 2 zu reproduzieren.

## Logikgatter mit mehreren Inputs
In einer Variante der Systems B werden nicht zwei, sondern drei chemische Inputs in einem AND-Logikgatter gleichzeitig durchgeführt. Ein erweitertes Fluoreszenzsignal wird nur in Anwesenheit eines Überschusses an Protonen, Zink- und Natriumionen beobachtet, auf der Basis von Wechselwirkungen mit Amin-, Phenyldiaminocarboxylat- und Kronenether-Rezeptoren. Die Durchführung läuft ähnlich wie oben diskutiert: Fluoreszenz wird beobachtet, sobald man den störenden Photoelektronentransfer zwischen Rezeptor und Anthracenfluorophor blockiert. Die Abwesenheit von einem, zwei oder allen drei Ionen resultiert in einem niedrigen Fluoreszenz-Output. Jeder Rezeptor ist selektiv für ein spezifisches Ion und das Ansteigen der Konzentration der anderen Ionen führt nicht zu höherer Fluoreszenz. Die spezifische Konzentration jedes einzelnen Inputs wird dadurch erreicht, dass man einen Fluoreszenz-Output in Abstimmung mit einer kombinatorischen AND-Logik hat. Dieser Prototyp kann eventuell erweitert werden für eine Anwendung in der medizinischen Diagnostik beim Screening von Krankheiten.
In einem ähnlichen Aufbau wird unten ein Logikgatter gezeigt, das die Entwicklung vom Redox-fluoreszierenden Schalter zu einem Multi-Input-Logikgatter mit elektrochemischem Schalter dokumentiert.
Dieses Zwei-Input-AND-Logikgatter besteht aus einem tertiären Amin als Proton-Rezeptor und einem Tetrathiafulven-Redox-Donor. Diese Gruppen, verknüpft mit einem Anthracen, können in einem Prozess gleichzeitig Informationen bezüglich der Säurekonzentration und der Oxidationsstärke einer Lösung geben.

## INHIBIT-Logikgatter
Das unten gezeigte INHIBIT-Logikgatter, wie es von Gunnlaugsson et al. dargestellt wird, beinhaltet ein Tb3+-Ion in einem Chelatkomplex. Dieses Zwei-Input-Logikgatter ist das erste dieser Art und zeigt das nicht-kommutative Verhalten bei chemischem Input und einem Phosphoreszenz-Output. Bei Anwesenheit von Sauerstoff (Input 1) wird die Phosphoreszenz des Systems gelöscht (Output 0). Der zweite Input: Bei Anwesenheit von Protonen wird der Output 1 beobachtet. Das versteht man unter einer Zwei-Input-INHIBIT-Wahrheitstafel.
, Das INHIBIT-Logikgatter wird in Schema 3 gezeigt. In organischer Lösung bilden das elektronenarme Pyrrol/Diazapyrenium-Salz und die elektronenreichen 2,3-Dioxynaphthalin-Einheiten eines Kronenetherrings die molekulare Gesamtstruktur (sog. molecular self-assembly) durch die Bildung eines Charge-Transfer-Komplexes.
Ein zugefügtes tertiäres Amin wie Tributylamin bildet ein 1:2-Addukt mit Diazapyrrol und der Komplex wird entfädelt. Dieser Prozess wird begleitet von einem Anstieg der Emissionsintensität bei 343 nm, die aus dem freien Kronenether resultiert.
Zugefügte Trifluormethansulfonsäure reagiert mit dem Amin und der Prozess wird umgekehrt. Überschüssige Säure schließt den Kronenether durch Protonierung und der Komplex wird wieder entfädelt.
Ein System basierend auf Fluorescein ist in der Lage 1 + 1 + 1 = 3 zu rechnen.

## Anwendungen von Logikgattern

### Als elektronisches Schloss
Ein Beispiel für sequentielle Logik gibt D. Margulies, indem er ein molekulares Zahlenschloss zeigte, das in seiner Anwendbarkeit für elektronische Sicherheit das Äquivalent zu verschiedenen parallel geschalteten AND-Logikgattern ist. Das Molekül kopiert ein elektronisches Schloss eines Geldautomaten. Die Output-Signale hängen nicht nur von der Kombination der Inputs, sondern auch von der richtigen Reihenfolge der Inputs ab: Mit anderen Worten, das richtige password muss eingegeben werden. Das Molekül wurde entwickelt mit Pyrrol- und Fluorescein-Einheiten, die durch eine Seitenkette verknüpft sind, die Fe(III) binden kann, und in saurer Lösung ändern sich die Fluoreszenzeigenschaften des Fluorescein-Fluorophors.

### Als Halbleiterersatz
Durch eine weitere Entwicklung auf diesem Arbeitsgebiet könnten molekulare Logikgatter Halbleiter der IT-Industrie ersetzen. Diese molekularen Systeme könnten zum Beispiel die Probleme lösen, wenn Halbleiter im molekularen Nanobereich gebraucht werden. Molekulare Logikgatter sind universeller anwendbar als ihre Silizium-Analoga, mit Phänomenen wie übergeordneter Logik, die nicht erreichbar ist in der Halbleiterelektronik. Molekulare Feststoff-Logikgatter wie das von Avouris gezeigte beweisen, dass es möglich ist, Ersatz für Halbleiter zu bieten wegen der geringen Größe, ähnlicher Infrastruktur und guten Datenverarbeitungsmöglichkeiten. Avouris realisierte ein NOT-Logikgatter, das aus einem Bündel Nanoröhren besteht. Die Nanodrähte wurden in den Grenzschichten unterschiedlich verändert und schufen damit zwei Transistoren mit entgegengesetztem Feld. Das Bündel arbeitet als NOT-Logikgatter unter ganz bestimmten Bedingungen.

### In der photodynamischen Therapie
Neue Möglichkeiten der Anwendung von chemischen Logikgattern müssen noch erforscht werden.
Eine aktuelle Studie zeigt die Anwendung von Logikgattern in der photodynamischen Therapie. Ein Farbstoff, der an einen Kronenether und zwei Pyridyleinheiten über ein Brückenmolekül angeknüpft ist (wie unten gezeigt), arbeitet nach einem AND-Logikgatter.
Das Molekül arbeitet als photodynamisches Reagenz bei Bestrahlung mit 660-nm-Licht unter Bedingungen einer relativ hohen Salzkonzentration und hoher Säurestärke, indem es Triplettsauerstoff zu zelltoxischem Singulettsauerstoff umwandelt.
Dieser Prototyp würde die erhöhte Salzkonzentration und den geringen pH-Wert in Tumorzellen im Vergleich zu normalen Zellen ausnutzen. Wenn diese zwei krebszellcharakteristischen Eigenschaften gegeben sind, wird eine Änderung im Absorptionsspektrum beobachtet. Diese Technik könnte nützlich sein für die Behandlung bösartiger Tumoren.

## Subtraktive Logikgatter
Ein molekulares Logikgatter kann zwischen verschiedenen Prozessen wechseln wie bei de Silva, es beinhaltet verschiedene Logikgatter an demselben Molekül. Eine solche Funktion nennt sich integrierte Logik und zeigt sich am Beispiel des BODIPY-basierten, halb-subtraktiven Logikgatter von A. Coskun, E.U. Akkaya und deren Kollegen.
Bei der Messung von zwei verschiedenen Wellenlängen, 565 nm und 660 nm, erhält man XOR- und INHIBIT-Logikgatter der entsprechenden Wellenlängen.
Optische Messungen dieser Verbindung in THF zeigen einen Absorptionspeak bei 565 nm und einen Absorptionspeak bei 660 nm. Die Addition einer Säure ruft eine hypsochrome Verschiebung hervor und beide Peaks beruhen auf einem internen charge-transfer (ICT), wenn man das tertiäre Amin protoniert. Die Farbe der beobachteten Emission ist gelb. Bei Addition einer starken Base wird die phenolische Hydroxygruppe deprotoniert, worauf ein photoinduzierter Elektronentransfer (PET) folgt, der die Emission des Moleküls löscht. Bei Addition von beidem, Säure und Base, wird eine rote Emission des Moleküls beobachtet, da das tertiäre Amin nicht protoniert wird, wohl aber die Hydroxygruppe, wobei beide PET und ICT ausbleiben. Wegen der großen Differenz der Intensität der Emissionspeaks wird ein einzelnes Molekül in der Lage sein, eine arithmetische Operation durchzuführen, das bedeutet eine Subtraktion auf einem nanoskaligen Niveau.